# 托里拆利小號

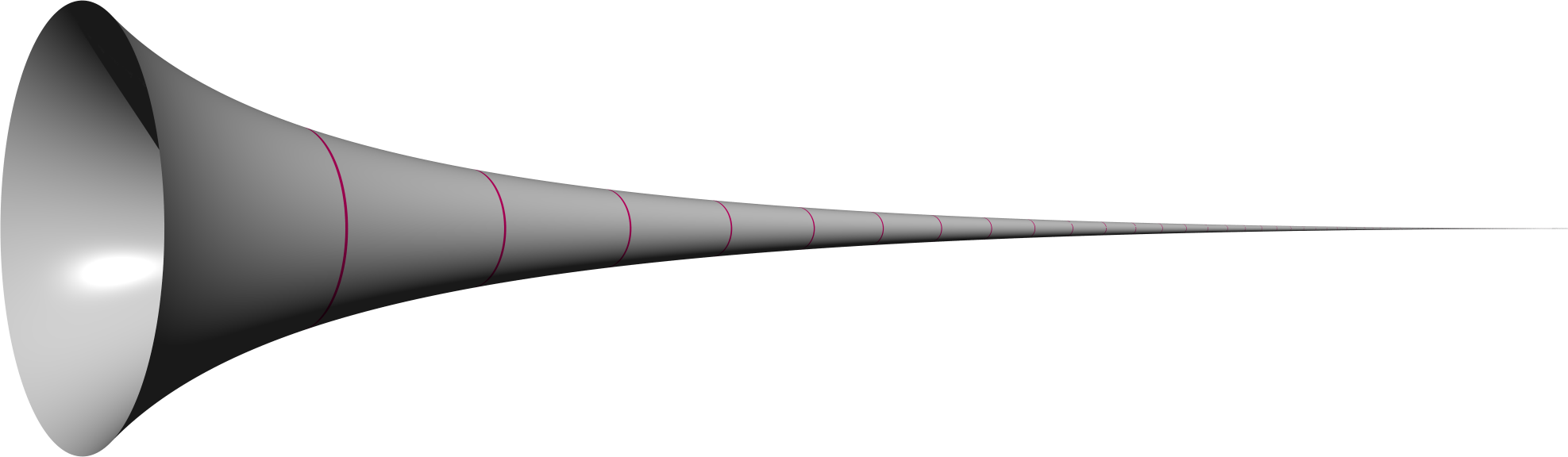
托里拆利小號的3D绘图.

托里拆利小號（Torricelli's Trumpet）是由意大利数学家埃萬傑利斯塔·托里拆利（Evangelista Torricelli）所提出的一個表面積無限大但體積有限的三維形狀。此形狀又被稱為加百列號角（Gabriel's Horn），根據基督教傳說，天使長加百利吹號角以宣布審判日（Judgment Day）的到來。

## 數學定義
這個曲面是由{\displaystyle y=1/x}（x的域為{\displaystyle x\geq 1}）的曲線沿{\displaystyle x}軸旋轉而成。以下是其体积和表面积的推导：
使用旋轉體的體積(V)和旋轉曲面的面積(A)公式，可得：
{\displaystyle V=\int _{1}^{\infty }\pi y^{2}\mathrm {d} x=\pi \int _{1}^{\infty }{\frac {1}{x^{2}}}\mathrm {d} x=\pi }
{\displaystyle A=\int _{1}^{\infty }2\pi y{\sqrt {1+({\frac {\mathrm {d} y}{\mathrm {d} x}})^{2}}}\mathrm {d} x=2\pi \int _{1}^{\infty }{\frac {\sqrt {1+{\frac {1}{x^{4}}}}}{x}}\mathrm {d} x>2\pi \int _{1}^{\infty }{\frac {1}{x}}\mathrm {d} x={\infty }}
可见，托里拆利小号的体积是有限的但是表面积是无限的，其体积和表面积除了微積分方法也可以用祖暅原理得出。
需要注意的是，托里拆利小号和伪球面的形状和性质（体积有限）相似，但两者是完全不同的曲面。

## 参阅
- 双曲线
- 科赫曲線
- 宇宙的形状
- 旋轉曲面
- 芝诺悖论